# Кемаль-ад-Дін Бехзад

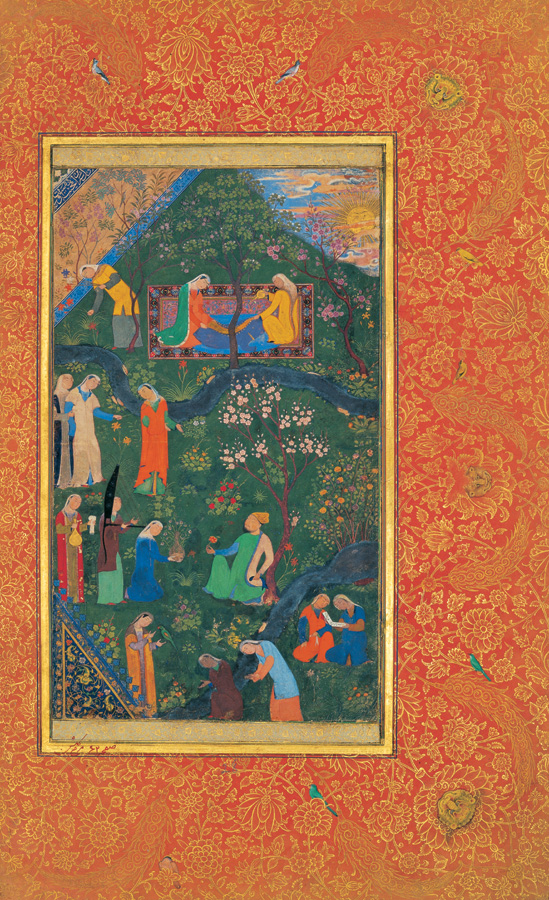
Бехзад. Султан Хусейн Мірза на прогулянці

Кемаль-ад-Дін Бехзад (перс. کمالالدین بهزاد; бл. 1450, Герат, Держава Тимуридів — 1535/1536, Герат, Сефевідска держава) — перський художник-мініатюрист, який працював в Гераті з 1468 по 1506 рік і визнаний одним з найбільших майстрів Гератського школи мініатюри і всього сходу.
За походженням був таджиком. Працював мініатюристом у тімурідівській бібліотеці Герата і після 1522 року в Тебризі. Створював динамічні багатофігурні композиції на сюжети з історії народів Середньої Азії, ілюстрував «Бустан» Сааді, «Хамсе» Нізамі та ін. Писав також портрети. Бехзада підтримував великий гуманіст Навої. Мав багато наслідувачів та учнів. Творчість тісно пов'язана з народною традицією, відзначається рисами реалізму в зображенні пейзажу та передачі побутових деталей. Бехзад Кемаледдін — неперевершений для свого часу колорист та майстер композиції. Його часто називають Рафаелем Сходу.

## Біографія
Бехзад в історії перського мистецтва є напівлегендарною фігурою. Відгуки про нього сучасників і пізніших авторів стали причиною того, що його руці приписується велике число робіт — мініатюр і малюнків, з якими фахівці до цих пір не змогли розібратися остаточно. Художній авторитет Бехзада був такий високий, що про нього вважав за потрібне згадати в своїх мемуарах засновник династії Великих Моголів — Бабур, не кажучи вже про таких істориків мистецтва, як Дуст Мухаммад або Казі Ахмед. Більшість історичних повідомлень згодом зазнало критики. Найбільш достовірні відомості вважаються ті, що викладені у відомого історика Хондеміра, в працях, створених ним в 1499 і в 1524 роках, тобто ще за життя Бехзада.
Точна дата народження художника невідома, її приблизно розміщують між 1455 і 1460 роками. Оскільки ніде немає згадок про його знатне походження, можна припускати, що Бехзад був вихідцем з родини небагатих городян або ремісників. За повідомленнями істориків, Бехзад рано залишився сиротою. Виховував його відомий каліграф і художник Мірек Наккаш Хорасані, який при дворі Султана Хусейна Байкара займав високу посаду кітабдара — начальника бібліотеки. Деякі джерела повідомляють, що був ще один художник, Бенкет Саїд Ахмед Тебрізі, якому Бехзад зобов'язаний своїм мистецтвом. На жаль, дослідники досі не виявили жодної підписаної роботи Бенкет Саїд Ахмеда, тому ступінь впливу його художніх прийомів на молодого Бехзада визначити неможливо. Крім того, на формування особистості Бехзада і його світогляду великий вплив зробив Алішер Навої, візир, поет і гуманіст, творець тієї творчої атмосфери, яка була властива Гератського придворного життя під час правління Султана Хусейна Байкара. Історики вважають, що Навої був безпосереднім покровителем молодого таланту. А Хондемір стверджує, що вже в 23 роки Бехзад став провідним художником Гератського майстерні.
У 1480-ті роки зі стін кітабхане Султана Хусейна Байкара вийшло кілька манускриптів, в яких дослідники бачать участь Кемаледдіна Бехзада. У мініатюрах цих рукописів Бехзад проявляє себе і як майстер пейзажу, і як майстер батальних сцен, і як майстер зображень людських фігур і їх індивідуальних особливостей. Йому належить безліч художніх нововведень.

У 1490-х роках указом Султана Хусейна Байкара Бехзад був призначений главою султанської кітабхане — бібліотеки і майстерні по листуванню книг. Тепер Бехзад не тільки створює мініатюри і малюнки, але здійснює керівництво проектами і керує роботою художників. У 1506 році помер Султан Хусейн Байкара, а через місяць після його смерті Герат захопили війська Бухарського ханства на чолі зі своїм ватажком Мухаммедом Шейбані Ханом. Засновник імперії Великих Моголів Бабур в своїх «Записках» залишив про нього таку згадку: «…После того, как Шейбани Хан взял Герат, он очень дурно обошелся с женами и детьми (обоих) государей, не только с ними, но со всем народом. Ради преходящих благ нашей краткой жизни он учинил всевозможные грубости и непристойности… Всех поэтов и даровитых людей Шейбани Хан отдал во власть мулле Беннаи… Несмотря на свою безграмотность, учил Кази Ихтиара и Мухаммед Мир Юсуфа — знаменитых и даровитых гератских учёных — толковать Коран; взяв в руки перо, он исправлял писания и рисунки Султан Али-и Мешхеди и художника Бехзада…»''. Однак, незважаючи на опис Бабура, Бехзад залишився на чолі кітабхане в колишній якості, а Шейбані Хан позував йому. Від того часу залишився чудовий портрет Шейбани Хана, створений художником.

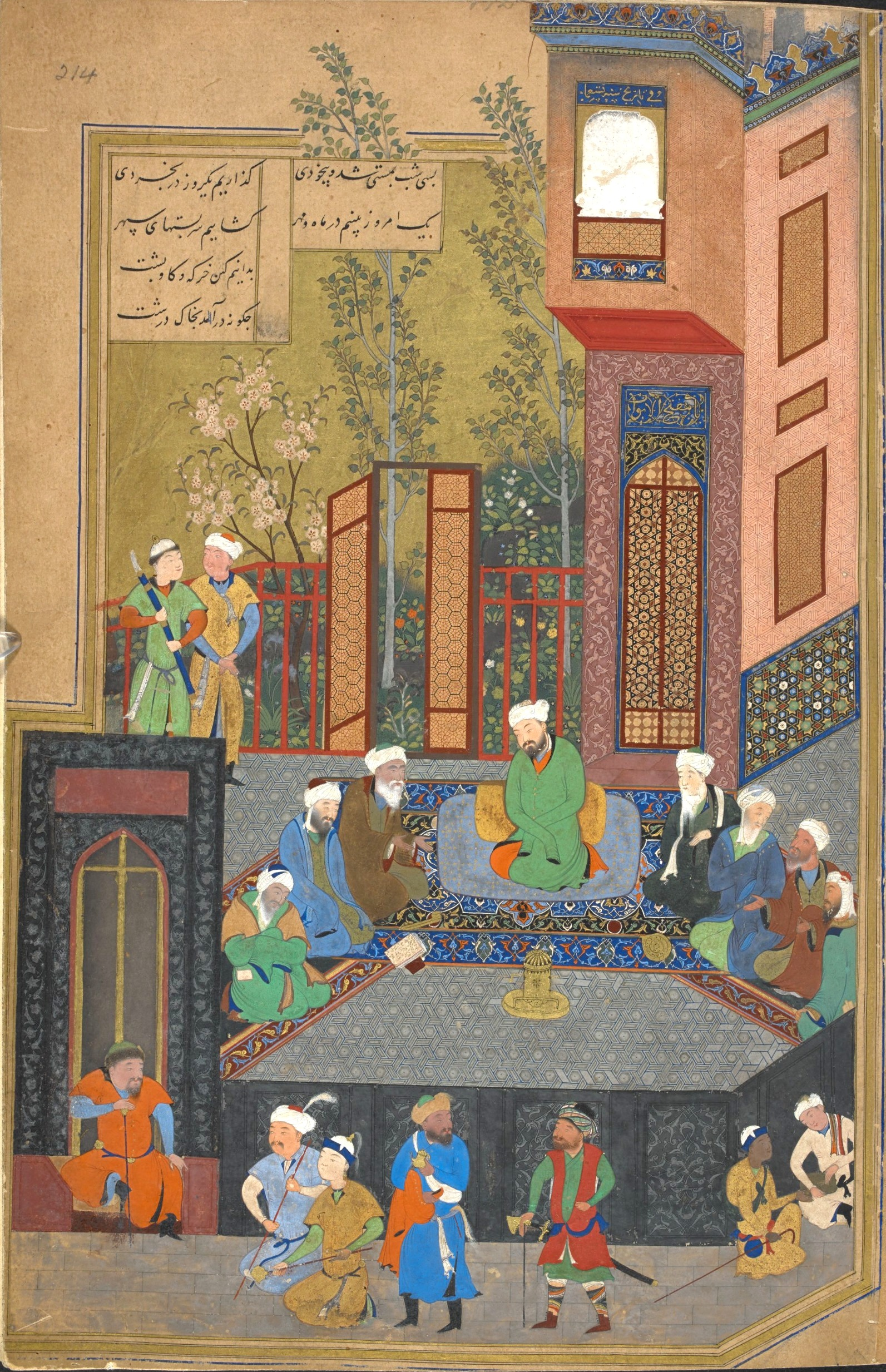
Бехзад. Іскандер та сім мудреців. Мініатюра. «Хамсе» Нізами. 1495-6гг. Британська бібліотека. Лондон

Дослідники припускають, що 1507—1510 роки Бехзад провів в Бухарі, куди пішов за Шейбани Ханом поряд з іншими Гератськими художниками (хоча Бабур повідомляє, що в ці роки він був в Гераті). Однак, в 1510 році засновник Сефевідської династії шах Ісмаїл I (правив в 1501—1524 р.) розгромив і вбив Шейбани Хана, після чого Бехзад перебрався в Тебріз — столицю заново створюваної перської імперії, яку цього разу, за допомогою завоювань, збирала династія Сефевідів. Слава Бехзада в цей період досягла свого зеніту. В історії зберігся більш схожий на анекдот розповідь про те, що під час битви при Чалдиране в 1514 році, в якій турки-османи розгромили перську армію, шах Ісмаїл I ховав Бехзада і каліграфа Шах Махмуда Нішапура в печері як скарби.
До двору шаха Ісмаїла художник прибув між 1520—1522 роком. Сефевидский історик Будагов-Мунші повідомляє: « … в пору, когда мастер Бехзад прибыл в Ирак, мастер Султан Мухаммад уже наладил работу придворной китабхане…» Тобто, Бехзад приїхав уже в готову майстерню, з налагодженим виробництвом манускриптів. Хондемір сообшает, що своїм указом від 24 квітня 1522 шах Ісмаїл призначив Бехзада главою шахський кітабхане. У його указі, написаному в характерною яскравою манері, йдеться: « … в соответствии с этим чудом нашего века, образец для живописцев и пример для золотых дел мастеров, мастер Кемаль-од-Дин Бехзад, кто своей кистью живописца пристыдил Мани и своим карандашом рисовальщика унизил страницы Аржанга…», и далее «Мы приказываем поручить и доверить ему обязанности надзора и наблюдения за служащими царской библиотеки, и каллиграфами, и живописцами, позолотчиками и рисовальщиками на полях рукописей, и за мастерами, растворяющими золото и приготавливающими золотые листочки, а также мастерами выше перечисленных профессий в пределах всех наших владений…» «Он же со своей стороны должен нарисовать и написать на таблице своего сердца и на странице своего просвещенного разума образ бескорыстности и форму честности». Однак через пару років, в 1524 році шах Ісмаїл в віці 37 років несподівано помер, і пізніша творчість Бехзада пов'язують зазвичай з ім'ям наступного сефевідського правителя, шаха Тахмаспа I (правив в 1525—1576 роках), під заступництвом якого Бехзад продовжив служити в шахський майстерні до самої своєї смерті. У всякому разі, сефевидський автори — Хондемір, Казі Ахмед і Іскандер Мунши, описують його саме як художника шаха Тахмаспа.
Про цей період життя Бехзада історик Будагов-Мунші повідомляє наступне: «Его привезли [ко двору] из Хорасана, и в течение ряда лет он состоял при государе в качестве собеседника. Он всегда вёл благопристойные беседы. [Вместе с тем] он постоянно прихлёбывал [вино] и ни мгновения не мог обойтись без рубинового вина и ярких губ виночерпия. Он дожил до семидесяти лет и таким образом поддерживал себя молодым. Несмотря на запрет пить вино, [его не трогали, так как] в нём нуждались, а его величество (то есть шах Тахмасп) полагал: мастер был старцем с чистым образом жизни». Наказ про закриття всіх питних закладів, опіумокурілен, публічних будинків, і всякого роду розважальних закладів було видано Тахмаспа 16 вересня 1534 року, тобто за півтора-два роки до смерті художника. Однак, як випливає з повідомлення сефевидского історика, на майстра цей указ не поширювався. У кітабхане під керівництвом Бехзада працював його племінник, каліграф Рустам Алі, а також два онучатих племінника — художники Мухібб Алі і Музаффар Алі, які пішли з усім сімейством Бехзада в Тебріз до двору шаха Ісмаїла.

### Смерть Бехзада
Кемаледдін Бехзад помер в 1535 або в 1536 році. Згадка про місце його смерті міститься в «Трактаті про каліграфії і художників» Казі Ахмеда. Він пише: «Его смерть в стольном городе Герате в районе Кух-и-мухтар; он похоронен в ограде, полной живописных изображений». Однак, Дуст Мухаммад повідомляє, що художник був похований в Тебрізі, поряд з могилою поета-містика шейха Камала. Втім, цей автор єдиний, хто повідомляє, що Бехзад похований саме в Тебрізі.

## Творчість

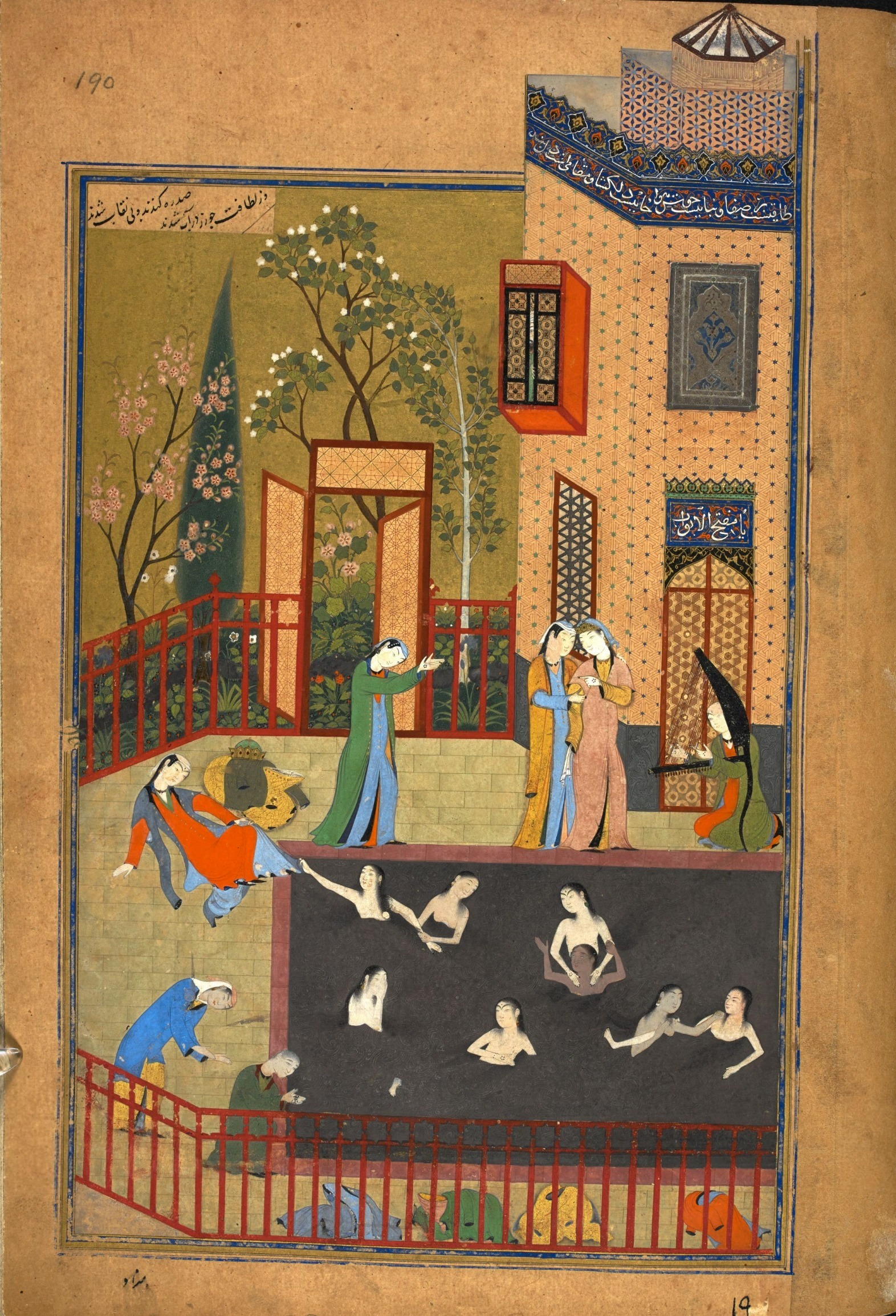
Бехзад. Іскандер і сирени. Мініатюра. «Хамсе» Нізами. 1495-6 г. Британська бібліотека. Лондон

Художня спадщина, залишена Бехзадом, до сих пір є проблемою для дослідників, як щодо атрибуції, так і по відношенню до реконструкції його творчої еволюції. Існує тільки один рукопис зі слайдами, на яких стоїть його підпис — це «Бустан» поета Сааді, що зберігається нині в Національній бібліотеці Каїра. Манускрипт був створений для бібліотеки Хусейна Байкара, в ньому містяться чотири мініатюри, підписані Бехзада; сліди його підпису виявлені також на фронтисписі книги. У колофоне, написаному Султаном Алі Мешхеді, є дата — 1488 рік, однак дві мініатюри містять іншу дату — 1489 рік. Втім, навіть в цьому, здавалося б, безспірному випадку є дослідники, які сумніваються в достовірності підписів. Мініатюри інших манускриптів з тим або іншим ступенем впевненості приписуються кисті Бехзада на підставі порівняльного аналізу.
Це мініатюри рукописів:
- «Зафарнаме» («Книга перемог», автор Шараф ал-Дін Алі Язді), з присвятою Хусейну Байкара, яка датується 1467 роком, мініатюри — 1480 роком (Балтімор, Бібліотека Гарретта)
- «Хамса» (п'ять поем) Алішера Навої з присвятою Султану Хусейну Байкара від його сина Баді ал-Замана (1485 р рукопис поділена на дві частини, одна в Оксфорді, Бодлейанская бібліотека, інша в Манчестері)
- «Мантік ал-Таїр» («Бесіди птахів») поета Аттара (1486 р Нью-Йорк, музей Метрополітен)
- «Гулістан» (Рожевий сад) Сааді (1486 р приватне зібрання)
- «Хамса» (п'ять поем) поета Нізамі, копія зроблена в 1495-96 роках (Лондон, Британська бібліотека)
- «Хамса» Нізамі, копія, датована 1442 роком, але з додаванням мініатюр датованих 1490-ми роками (Лондон, Британська бібліотека)

Разом, сім манускриптів. Три з них — «Зафарнаме», «Гулістан» і «Хамса» Нізамі від 1495-96 рр. містять написи, залишені могольському імператором Джахангира (правил в 1605—1627 роках), який був любителем і знавцем живопису. У позначках він приписує Бехзад всі мініатюри «Зафарнаме», 16 з двадцяти однієї мініатюри «Хамса» Нізамі, а щодо «Гулистана» повідомляє, що не може визначити руку художника. Більшість сучасних вчених поділяють думку Джахангира щодо рукописи «Зафарнаме», але висловлюють сумнів з приводу «Хамса» Нізамі, оскільки його мініатюри приписують також Міреку, Абд аль-Раззакову і Касиму Алі. Один був учителем Бехзада, а двоє інших його послідовниками, тому дуже важко відрізнити їх руку від руки Бехзада. Так чи інакше, але три ці манускрипти послужили джерелом натхнення для могольских придворних художників. Іконографічні схеми «Зафарнаме» використовувалися для створення могольских династичних історій, таких як «Акбарнаме». У деяких інших могольских рукописах містяться композиції, прямо скопійовані з мініатюр «Хамса» Нізамі від 1495-96 рр. Крім перерахованих, існують два манускрипти, що датуються початком XVI століття, створені для шаха Тахмаспа I, в яких дослідники впізнають руку Бехзада — «Шахнаме» Фірдоусі (приватне зібрання), і ще один варіант «Хамса» Нізамі з Британської бібліотеки в Лондоні. Деякі з них мініатюр мають композиційні особливості, подібні зі слайдами «Бустана» Сааді, створеними Бехзада. Однак питання про їх авторство залишається відкритим..
Хондемір і Казі Ахмед повідомляють, що Бехзад виконував роботи не тільки в манускриптах, але і на окремих аркушах. До таких, безперечно належить його руці, відносять два портрета, Шейбани Хана і Хусейна Байкара, а також зображені в тондо «Молодий і літній чоловік» (бл. 1528 р., Галерея Фрир, Вашингтон), і лист «Два верблюда б'ються» (Тегеран, Бібліотека палацу Гулістан). Крім цього, існує безліч окремих малюнків, приписуваних Бехзаду, які розкидані по різних зібранням світу, проте їх авторство викликає сумніви.

### Батальний жанр
Дискусії про індивідуальний художньому стилі Бехзада ґрунтуються на мініатюрах з каїрського «Бустана» Сааді. Ці мініатюри вважаються відправною точкою для розуміння його творчості.
У батальному жанрі Бехзад створив нові іконографічні схеми, в яких, незважаючи на звірства зображених битв, врівноваженість композиції і колірна гамма досягають рівня ілюзії східного орнаменту, що радує і заспокійливого очей, але не переходить у строкатість. Його композиційним рішенням притаманна особлива врівноваженість і гармонія. До появи Бехзада практично неможливо знайти іншого перського художника, який з таким бездоганним смаком і відчуттям міри розставляв б людські фігури та інші композиційні елементи. Він чудово володів лінією, тому його фігурам властиве відчуття руху. Крім цього, при зображенні людей Бехзад домагався портретної схожості, тому в багатьох мініатюрах дослідники виявляють повторювані персони, наприклад, Султана Хусейна Байкара. Йому приписують також те, що він першим став передавати різний колір шкіри, як це є у реальних людей. Особливо багатьма авторами відзначається той факт, що в свої мініатюри Бехзад любив вставляти сценки з реального життя, які не мають прямого відношення до сюжету, для того, щоб оживити і урізноманітнити їх. Відзначають також властиве Бехзада почуття гумору, яке часто виявлялося в його мініатюрах. Як приклад можна привести мініатюру «Гарун аль Рашид в лазні», створену на тему притчі про уславленого багдадському халіфа Гаруні аль Рашида і цирульник; на мініатюрі поверх знятої в лазні одягу можна розгледіти царську корону.
У Бехзада було багато послідовників і учнів. Серед найталановитіших слід згадати Касима Алі, Світ Сеїд Алі, Ага Мірека і Музаффара Алі. Мистецтво Бехзада мало довге відлуння, і вплинуло на середньоазіатську (Бухара, Самарканд), сефевидский, і могольського живопис.

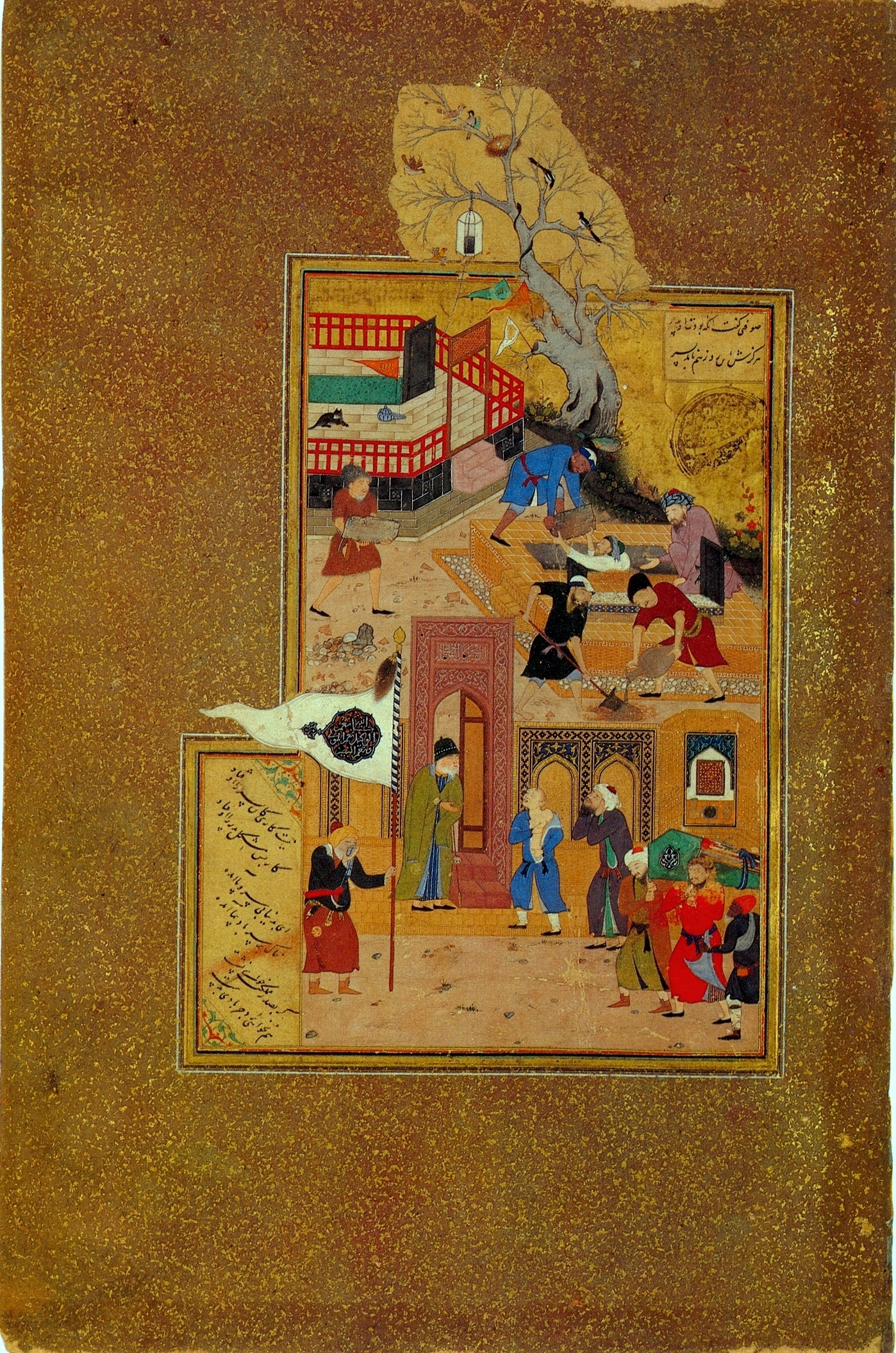
Бехзад. Сцена поминок. Мініатюра. «Бесіди пташок», Аттар. Герат, 1486 рік. Музей Метрополітен, Нью-Йорк

## Пам'ять о Бехзаде
В Узбекистані ім'я Кемаледдіна Бехзада носить Національний інститут мистецтв і дизайну
- Музей імені Бехзада в Душанбе
- Меморіальний сад-музей Камоліддіна Бехзода в Ташкенті
- Музей мистецтв імені Камоліддіна Бехзода в Бухарі

### Бехзад в літературі
Перська мініатюра — і вплив Бежада — лежить в основі роману «Моє ім'я Червоний», виданий на турецькому в 1998 р. Орханом Памуком, Орханом Памуком — лауреат Нобелівської премії з літератури 2006 року. «Давайте візьмемо мініатюру з Біхзада, найбільшого з майстрів, преподобний батько всіх художників». Одним із персонажів цього роману є Памук, який описує світ мініатюристських майстерень султана Мурада III в Османській імперії наприкінці XVI століття.